# Jehan Sadat
Jehan Sadat (Egyptisch-Arabisch: چيهان السادات Jihān es-Sadāt) (Caïro, 29 augustus 1933 – aldaar, 9 juli 2021) was een Egyptische mensenrechtenactiviste; ze was gehuwd met Anwar Sadat en alzo tussen 1970 en 1981 de first lady van Egypte.

## Biografie
Ze werd geboren onder de naam Jehan Safwat Raouf en ze was het derde kind en de eerste dochter van de dokter Safwat Raouf en Gladys Cotterill, een Engelse muziekdocent. Jehan Sadat verkreeg thuis een islamitische opvoeding, maar ze ging wel naar een christelijke middelbare school in Caïro. Ze ontmoette op haar vijftiende verjaardag haar toekomstige echtgenoot Anwar Sadat. Het tweetal trouwde op 29 mei 1949.
Tijdens haar periode als first lady was ze in 1972 verantwoordelijk voor het oprichten van Wafa' Wal Amal, een organisatie die zorg draagt voor de rehabilitatie en training van oorlogsveteranen. Ook was ze verantwoordelijk voor de oprichting van wat nu bekend staat als de Talla Society, die lokale vrouwen helpt met zelfvoorzienend te worden. Daarnaast speelde ze een belangrijke rol in het hervormen van het Egyptisch burgerlijk recht in de jaren '70. Onder haar invloed voerde Anwar Sedat enkele wetten in die de positie van de vrouwen in de Egyptische maatschappij verbeterde. Zo werd onder andere de echtscheiding voor vrouwen makkelijker gemaakt. Tijdens het presidentschap van haar echtgenoot studeerde Sadat aan de Universiteit van Caïro en aldaar behaalde ze een bachelor in de Arabische taal en een master literatuur. Op 6 oktober 1981 kwam Anwar Sadat om het leven bij een aanslag van de Egyptische Islamitische Jihad en kwam er voor haar een einde aan haar periode als first lady.
Ze was als senior fellow verbonden aan de Universiteit van Maryland, College Park. In 2021 verschenen er berichten dat Sadat kanker had, waarvoor ze ook in de Verenigde Staten behandeld werd. Desondanks verslechterde haar situatie en overleed ze later dat jaar op 9 juli.